# Herschell-Spillman

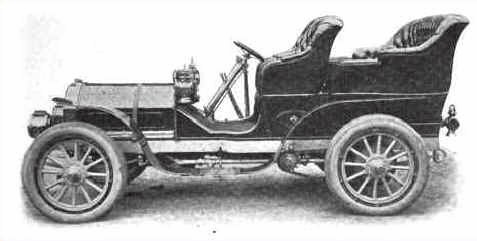
Tourenwagen von 1905

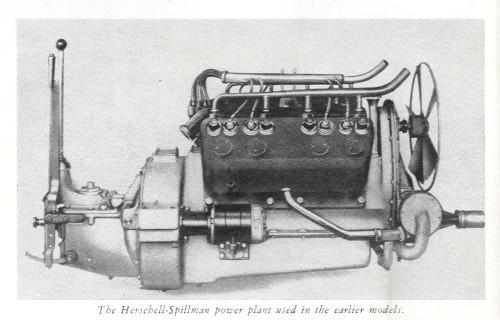
V8-Motor von 1917

Herschell-Spillman Inc., vorher Armitage Herschell Company, war ein US-amerikanisches Unternehmen.

## Unternehmensgeschichte
Armitage Herschell Company wurde 1880 in North Tonawanda im US-Bundesstaat New York gegründet. Es stellte Karussells her. 1892 entstand täglich eins. Um 1900 erfolgte die Umfirmierung in Herschell-Spillman Inc. Partner waren Allan Herschell und Edward Spillman.
Ende 1900 wurde angekündigt, ins Automobilgeschäft einzusteigen. 1901 entstand ein erstes Fahrzeug unter dem Markennamen Herschell-Spillman. Die Produktion lief zunächst bis Ende 1904. Ab 1905 konzentrierte sich das Unternehmen auf die Herstellung von Ottomotoren, die viele Abnehmer fanden. 1907 entstand ein letztes Kraftfahrzeug. Soweit bekannt, waren es insgesamt vier.
Die weitaus wichtigere Motorenproduktion lief bis 1923. Karussells wurden bis Anfang der 1960er Jahre gebaut.

## Fahrzeuge
Das Fahrzeug von 1904 hatte einen Vierzylindermotor mit 18 PS Leistung. Die Motorleistung wurde über eine Kette an die Hinterachse übertragen. Aufbau war ein Tonneau.
Das Fahrzeug von 1907 hatte einen 60-PS-Motor und war als Tourenwagen karosseriert.

## Motorenabnehmer

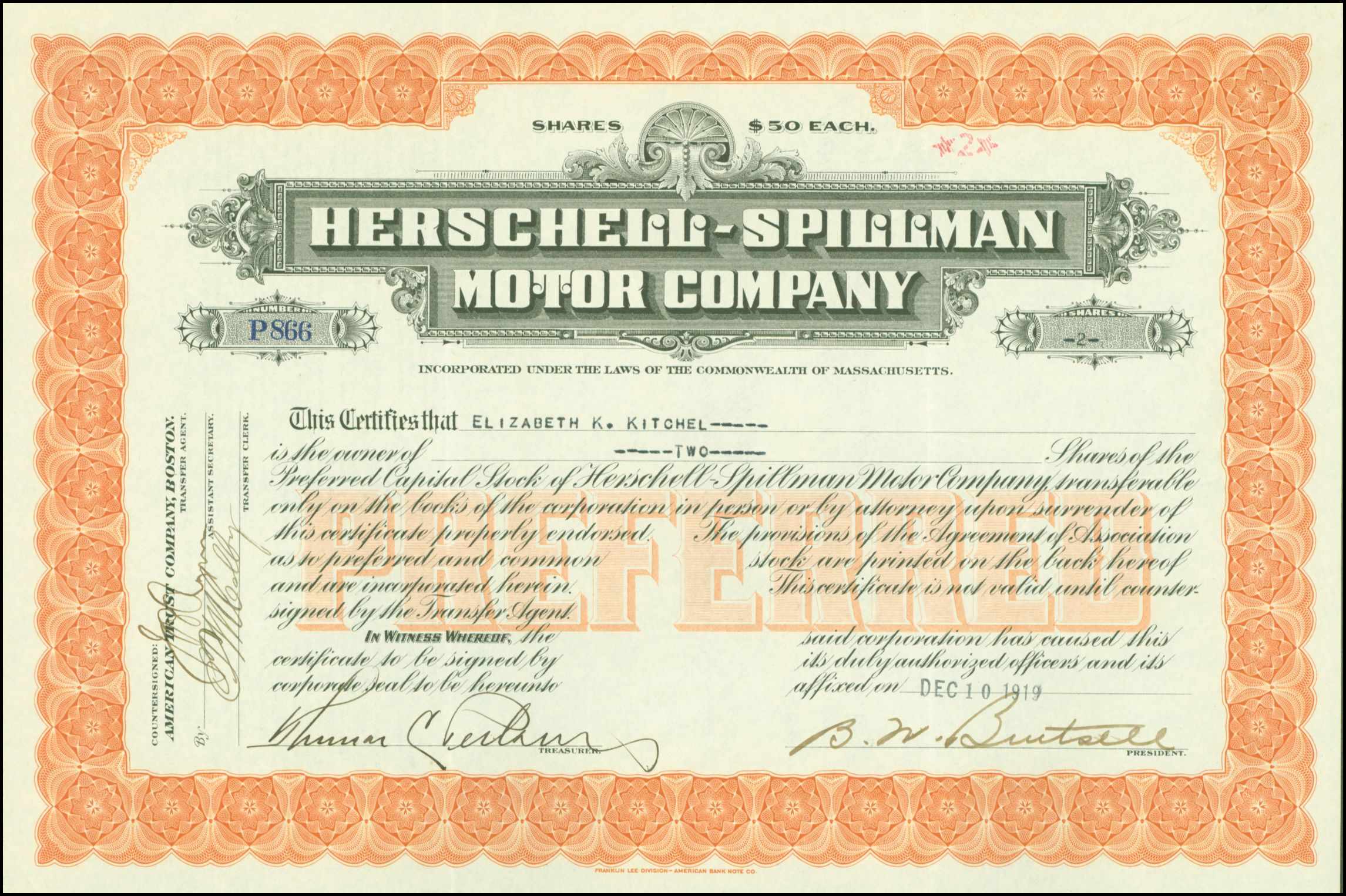
Aktie der Herschell-Spillman Motor Company vom 10. Dezember 1919

Die folgenden Hersteller verwendeten Motoren von Herschell-Spillman: Abbott-Detroit, American Motors Inc., Apex Motor Corporation, Bacon Motors Corporation, Beck-Hawkeye Motor Truck Works, Bell Motor Car Company, Berkshire Auto-Car Company, Bessemer-American Motors Corporation, Birch Motor Cars, Carter Motor Car Company, Champion Motors Corporation, Checker Motors Corporation, Commonwealth Motors Corporation, Corinthian Motors, Cortland Cart & Carriage Company, Crow-Elkhart, Daniels Motor Company, Davis Car Company, Diamond Taxicab Company, Dixie Motor Car Company, Douglas Motors Corporation, Dragon Motor Company, Drake Motor & Tire Manufacturing Company, Drummond Motor Car Company, Du Pont Motors, Durant Motors, Geneva Wagon Company, Kearns Motor Buggy, London Motors, Mason Motor Truck Company, Motor Sales & Service Corporation, New Climber Company, Pan-American Motors Corporation, Pilot Motor Car Company, Pratt Motor Car Company, Rochester Special, Ross Automobile Company, Schoeneck Company, Singer Motor Company, Stilson Motor Car Company, Temple Brothers, United Engineering Company, Winfield Barnes Company, Winnipeg Motor Cars, Winther Motors, Wisconsin Automobile Corporation und Witt-Thompson Motor Company.